# Campeonato Cearense Serie B 2024
El Campeonato Cearense de Serie B 2024 fue la 32ª edición de dicho torneo, organizado por la Federación Cearense de Fútbol. El torneo comenzó el 17 de febrero y finalizó el 27 de abril. 
Inicialmente lo disputarían diez clubes, sin embargo, el equipo Guarany de Sobral fue suspendido por derrotas por Walkover en la Copa Fares Lopes 2023.

## Equipos participantes
| Equipo                                          | Ciudad            | En 2023       | Estadio           | Capacidad |
| ----------------------------------------------- | ----------------- | ------------- | ----------------- | --------- |
| Cariri Football Club                            | Juazeiro do Norte | 2º (Série C)  | Mirandão          | 10 000    |
| Guarani Esporte Clube                           | Juazeiro do Norte | 10º (Série A) | Arena Romeirão    | 17 230    |
| Associação Desportiva Recreativa Cultural Icasa | Juazeiro do Norte | 3º            | Arena Romeirão    | 17 230    |
| Itapipoca Esporte Clube                         | Itapipoca         | 5º            | Perilão           | 10 000    |
| Maranguape Futebol Clube                        | Maranguape        | 1º (Série C)  | Moraisão          | 5 000     |
| Pacajus Esporte Clube                           | Pacajus           | 9º (Série A)  | Ronaldão          | 3 000     |
| Associação dos Desportistas de Pacatuba         | Pacatuba          | 6º            | Moraisão          | 5 000     |
| Associação Esportiva Tiradentes                 | Fortaleza         | 8º            | Presidente Vargas | 20 268    |
| Centro de Formação de Atletas Tirol             | Fortaleza         | 7º            | Presidente Vargas | 20 268    |

## Primera fase

### Clasificación
| Pos. | Equipo              | Pts. | PJ | G | E | P | GF | GC | Dif. | Clasificación.              |
| ---- | ------------------- | ---- | -- | - | - | - | -- | -- | ---- | --------------------------- |
| 1    | Icasa               | 17   | 8  | 5 | 2 | 1 | 12 | 6  | +6   | Semifinales.                |
| 2    | Tirol               | 16   | 8  | 5 | 1 | 2 | 11 | 7  | +4   | Semifinales.                |
| 3    | Itapipoca           | 16   | 8  | 4 | 4 | 0 | 11 | 6  | +5   | Cuartos de final.           |
| 4    | Cariri              | 12   | 8  | 3 | 3 | 2 | 11 | 6  | +5   | Cuartos de final.           |
| 5    | Guarani de Juazeiro | 9    | 8  | 2 | 3 | 3 | 8  | 8  | 0    | Cuartos de final.           |
| 6    | Tiradentes          | 7    | 8  | 1 | 4 | 3 | 6  | 9  | −3   | Cuartos de final.           |
| 7    | Maranguape          | 7    | 8  | 1 | 4 | 3 | 5  | 9  | −4   |                             |
| 8    | Pacatuba            | 5    | 8  | 1 | 2 | 5 | 2  | 12 | −10  |                             |
| 9    | Pacajus             | 5    | 8  | 0 | 5 | 3 | 8  | 11 | −3   | Descenso a la Serie C 2025. |

Actualizado a los partidos jugados el 31 de marzo de 2024.
 Fuente: FCF

### Fixture
| Cariri     | 0 - 0 | Itapipoca | Arena Romeirão | 17 de febrero | 16:00 |
| Pacajus    | 0 - 0 | Pacatuba  | João Ronaldo   | 18 de febrero | 16:00 |
| Guarani    | 0 - 1 | Icasa     | Arena Romeirão | 18 de febrero | 16:00 |
| Tiradentes | 0 - 1 | Tirol     | Raimundão      | 19 de marzo   | 16:00 |

| Maranguape | 0 - 0 | Pacatuba   | Raimundão       | 24 de febrero | 15:30 |
| Cariri     | 1 - 1 | Guarani    | Arena Romeirão  | 24 de febrero | 16:00 |
| Itapipoca  | 0 - 0 | Tiradentes | Perilo Teixeira | 25 de febrero | 16:00 |
| Icasa      | 3 - 1 | Tirol      | Arena Romeirão  | 25 de febrero | 17:00 |

| Tiradentes | 1 - 1 | Cariri    | Raimundão    | 1 de marzo | 15:30 |
| Maranguape | 1 - 1 | Itapipoca | Raimundão    | 2 de marzo | 15:30 |
| Pacatuba   | 0 - 1 | Tirol     | João Ronaldo | 2 de marzo | 16:00 |
| Guarani    | 1 - 0 | Pacajus   | Inaldão      | 3 de marzo | 16:00 |

| Tirol      | 0 - 1 | Itapipoca  | PV             | 6 de marzo | 20:00 |
| Cariri     | 1 - 0 | Maranguape | Arena Romeirão | 6 de marzo | 20:00 |
| Tiradentes | 1 - 1 | Pacajús    | Raimundão      | 7 de marzo | 16:00 |
| Pacatuba   | 0 - 1 | Icasa      | João Ronaldo   | 7 de marzo | 20:00 |

| Itapipoca | 1 - 1 | Icasa      | Perilo Teixeira | 10 de marzo | 16:00 |
| Tirol     | 2 - 1 | Cariri     | PV              | 10 de marzo | 16:00 |
| Pacajus   | 1 - 1 | Maranguape | João Ronaldo    | 10 de marzo | 16:00 |
| Guarani   | 1 - 1 | Tiradentes | Inaldão         | 11 de marzo | 20:00 |

| Pacajus    | 1 - 1 | Tirol     | João Ronaldo   | 16 de marzo | 16:00 |
| Maranguape | 1 - 1 | Guarani   | Raimundão      | 17 de marzo | 15:30 |
| Pacatuba   | 0 - 2 | Itapipoca | PV             | 17 de marzo | 16:00 |
| Icasa      | 1 - 0 | Cariri    | Arena Romeirão | 17 de marzo | 17:00 |

| Tirol      | 0 - 1 | Guarani    | PV             | 23 de marzo | 16:00 |
| Cariri     | 5 - 0 | Pacatuba   | Arena Romeirão | 23 de marzo | 16:00 |
| Maranguape | 0 - 1 | Tiradentes | Raimundão      | 24 de marzo | 15:30 |
| Icasa      | 2 - 2 | Pacajus    | Arena Romeirão | 24 de marzo | 17:00 |

| Guarani    | 2 - 0 | Pacatuba   | Inaldão         | 26 de marzo | 20:00 |
| Itapipoca  | 3 - 2 | Pacajus    | Perilo Teixeira | 27 de marzo | 16:00 |
| Tirol      | 4 - 1 | Maranguape | PV              | 27 de marzo | 20:00 |
| Tiradentes | 1 - 3 | Icasa      | Raimundão       | 27 de marzo | 20:00 |

| Pacajus   | 1 - 2 | Cariri     | João Ronaldo    | 31 de marzo | 16:00 |
| Pacatuba  | 2 - 1 | Tiradentes | PV              | 31 de marzo | 16:00 |
| Icasa     | 0 - 1 | Maranguape | Arena Romeirão  | 31 de marzo | 16:00 |
| Itapipoca | 3 - 2 | Guarani    | Perilo Teixeira | 31 de marzo | 16:00 |

## Segunda fase

### Cuartos de final
| Guarani    | 0 - 0 | Cariri    | Inaldão   | 7 de abril | 16:00 |
| Tiradentes | 1 - 2 | Itapipoca | Raimundão | 7 de abril | 18:00 |

| Itapipoca | 3 - 2            | Tiradentes | Perilo Teixeira | 10 de abril | 20:00 |
| Cariri    | 1 - 1 (3-2 pen.) | Guarani    | Arena Romeirão  | 11 de abril | 20:00 |

### Semifinales
| Itapipoca | 2 - 2 | Tirol | Perilo Teixeira | 14 de abril | 16:00 |
| Cariri    | 2 - 1 | Icasa | Arena Romeirão  | 15 de abril | 19:00 |

| Tirol | 4 - 2 | Itapipoca | PV             | 20 de abril | 16:00 |
| Icasa | 0 - 0 | Cariri    | Arena Romeirão | 21 de abril | 17:00 |

### Final
| Tirol | 3 - 0 | Cariri | PV | 27 de abril | 16:00 |

## Goleadores
Actualizado el 27 de abril de 2024.
| Pos. | Jugador        | Equipo    | Goles |
| ---- | -------------- | --------- | ----- |
| 1    | Tiaguinho      | Cariri    | 7     |
| 2    | Valtinho       | Itapipoca | 6     |
| 3    | Cláudio Junior | Icasa     | 5     |
| 4    | Vitor Ribeiro  | Itapipoca | 4     |